# Сербские рождественские традиции

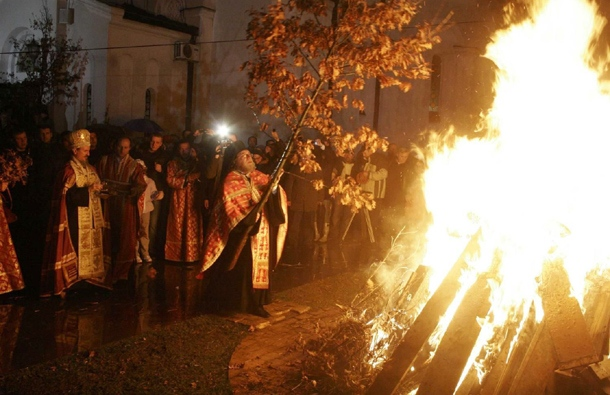
Сожжение бадняка на костре у храма Святого Саввы в Белграде. 2010 год

Божич — православное Рождество в Сербии. Празднуется 7 января; входит в цикл рождественских праздников с 19 декабря по 27 января. Наряду с Божичем сербы празднуют День Св. Николая, Туциндан, Баднидан и День Св. Саввы.

## Традиции

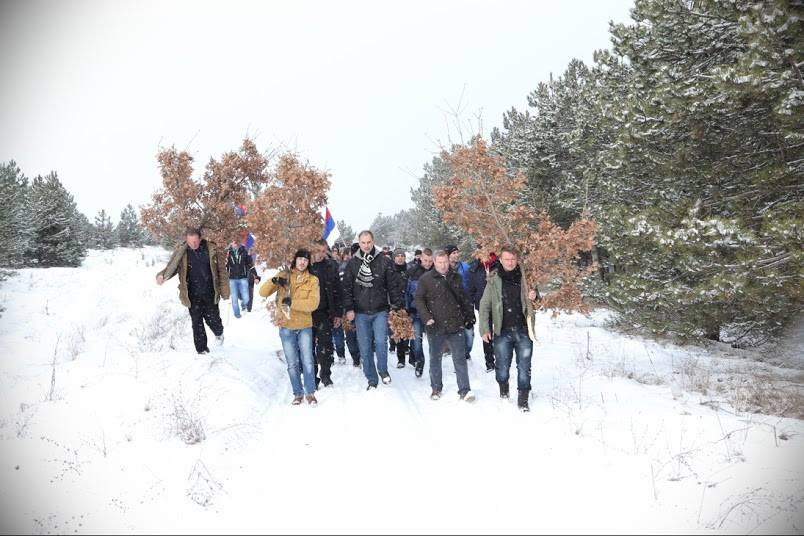
Мужчины несут бадники из леса

Сербское Рождество сохранило в себе некоторые языческие элементы, существовавшие со времён Св. Саввы — первого архиепископа Сербии. Савва смог сохранить некоторые народные обряды и обычаи, что обеспечило доверие и приверженность сербов к новой для них православной вере. Готовятся сербы к празднованию Рождества соблюдая 40-дневный пост.
5 января обычно закалывают свинью или овцу. Этот день принято называть «Туциндан». Наказывать детей в Туциндан не принято, поскольку существует поверье, что они не будут послушными весь следующий год.
6 января сербы называют «Баднидан». День праздника начинается ещё до восхода солнца, когда глава семьи вместе со своими сыновьями и мужьями-односельчанами отправляются в лес за «Бадняка». Родственники остаются дома, жарят мясо на вертеле и пекут традиционные пироги.
Бадняк — это полено свежесрубленного молодого дуба. Согласно обычаю, дерево должно гореть в домашнем очаге в течение трёх последующих дней. Вечером перед святой ужином хозяин заносит Бадняка вместе с соломой в дом. Вся семья целует древесину, смазывает её медом и кладет в огонь.
7 января празднование начинается с 5 утра, когда все сербы идут в церковь на литургию. Рождество считается семейным праздником, поэтому ужин всегда проходит в семейном кругу. Традиционным блюдом в этот день является «чесниця» — бездрожжевой хлеб с мукой и маслом.